# Gerhard Zemann
Gerhard Zemann (Wenen, 21 maart 1940 - Salzburg, 13 april 2010) was een Oostenrijks film- en televisieacteur. Hij was het meest bekend om zijn rol als patholoog Dr. Leo Graf in de televisieserie Kommissar Rex. Deze werd in Nederland uitgebracht als Commissaris Rex.
Zemann werd opgeleid tot regisseur en acteur op de Mozarteum in Salzburg waar hij later ook als docent werkte. Hij overleed aan een hartinfarct.

## Filmografie
- Ostwind, (1967)
- Komm nach Wien, ich zeig dir was!, (1970, niet op aftiteling)
- Der grüne Stern, (1983)
- Verbotene Hilfe, (1984)
- Das Diarium des Dr. Döblinger, (1986)
- Zärtliche Chaoten II, (1988)
- Caracas, (1989)
- Drei in fremden Kissen, (1995)
- Zum Glück gibt's meine Frau, (1995)
- Drei in fremden Betten, (1996)
- Hochwürdens Ärger mit dem Paradies, (1996)
- Fröhlich geschieden, (1997)
- Eine fast perfekte Scheidung, (1997)
- Frauen lügen nicht, (1998)
- Ein Herz wird wieder jung, (1999)
- Tausendmal berührt, (2004)
- Silentium, (2004)
- Conny und die verschwundene Ehefrau, (2005)
- Schön, daß es dich gibt, (2005)
- Rex - L'ultima partita, (2009)

## Televisieseries
- Der ganz normale Wahnsinn, (1979)
- Monaco Franze - Der ewige Stenz, (1983)
- Rette mich, wer kann, (1986)
- Die Hausmeisterin, (1987-1992)
- Der Elegante Hund, (1987)
- Wenn das die Nachbarn wüßten, (1990)
- Kommissar Rex, (1994-2004)
- Peter und Paul, (1994-1998)
- Tatort, (1994)
- Weißblaue Geschichten, (1994)
- Der Salzbaron, (1994)
- Stockinger, (1996)
- Moritz Kowalsky, (1997)
- Ein idealer Kandidat, (1997)
- Vater wider Willen, (1998)
- Fast ein Gentleman, (2000)
- SOKO Kitzbühel, (2004)
- Oben ohne, (2007-2010)
- Il commissario Rex, (2009)